# 大溪陵寢
大溪陵寢，正式名稱為「大溪賓館、大溪營區」，是中華民國第6、7任總統蔣經國及其夫人蔣方良之陵墓，位於臺灣桃園市大溪區福安里。

## 沿革

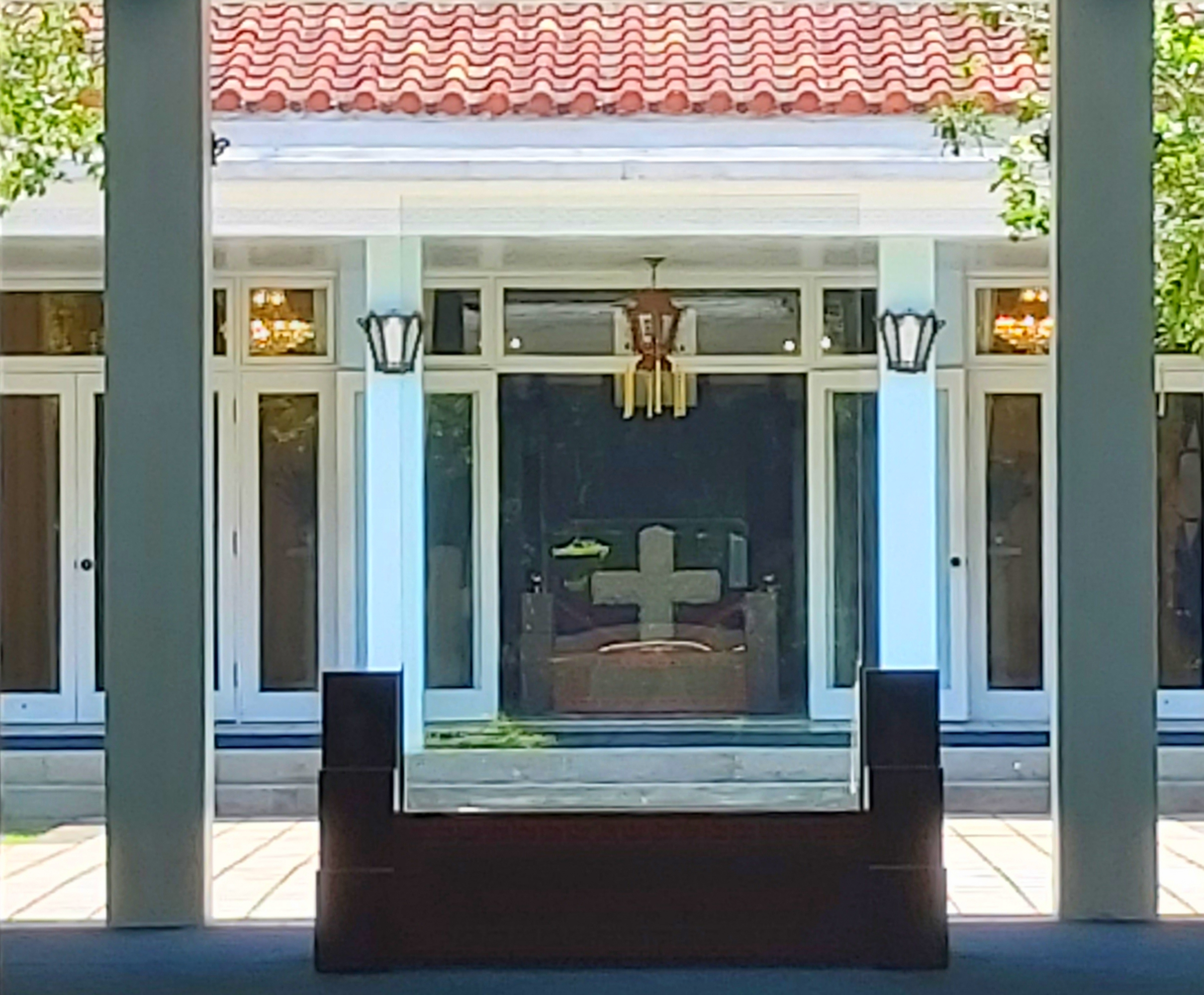
正廳

1962年7月17日，此地原為板橋林家擁有，後捐獻給中華民國政府，由榮民工程處於建築成頭寮賓館，作為蔣家休閒之用。
後改為中華民國總統府檔案室，存放總統府部份重要文件及檔案資料並收藏蔣氏家族重要文卷與家譜。
1988年1月13日，總統蔣經國逝世，1月30日遺體安厝於此，改名為大溪陵寢 。

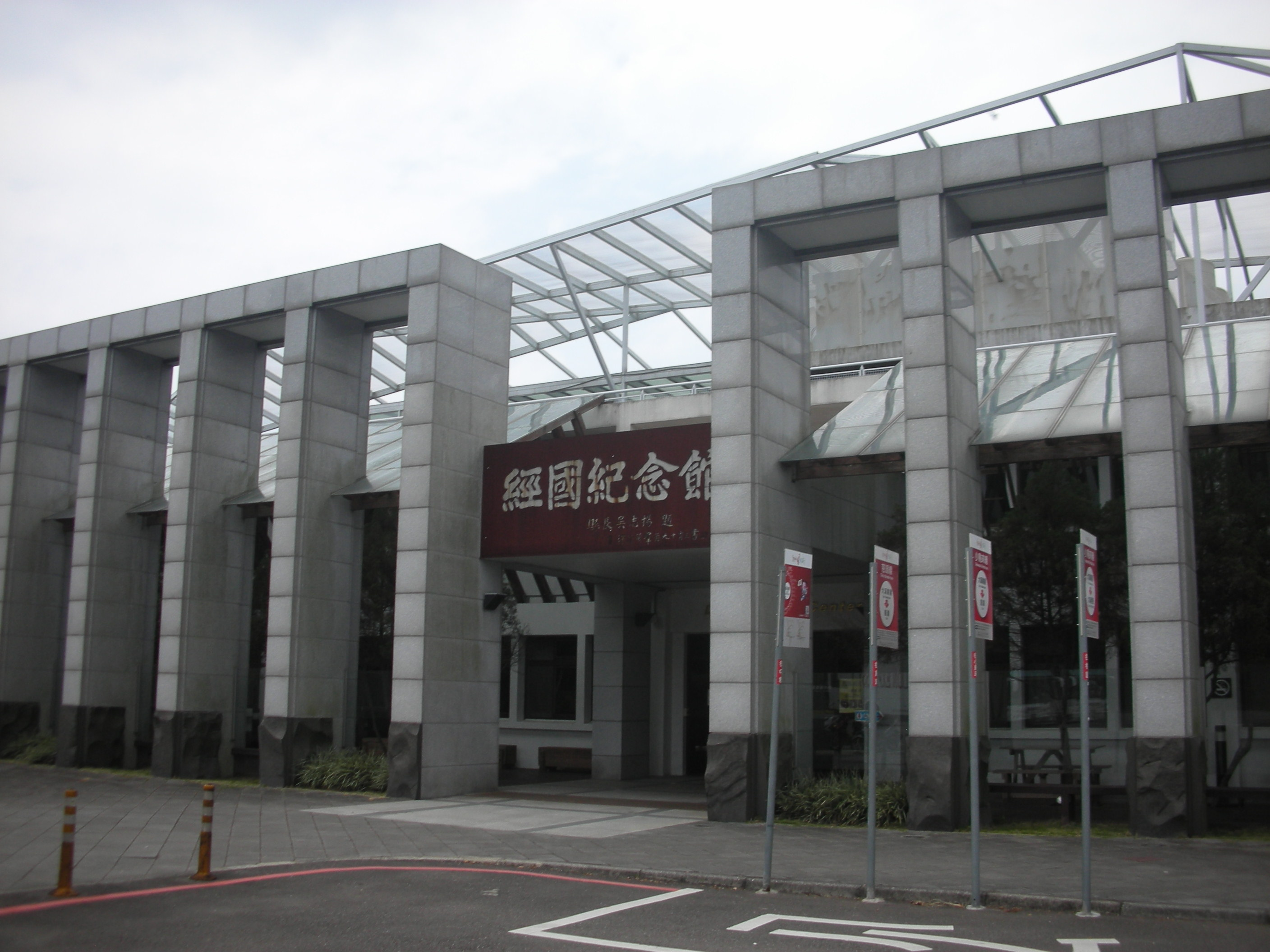
大溪遊客中心，或名經國紀念館

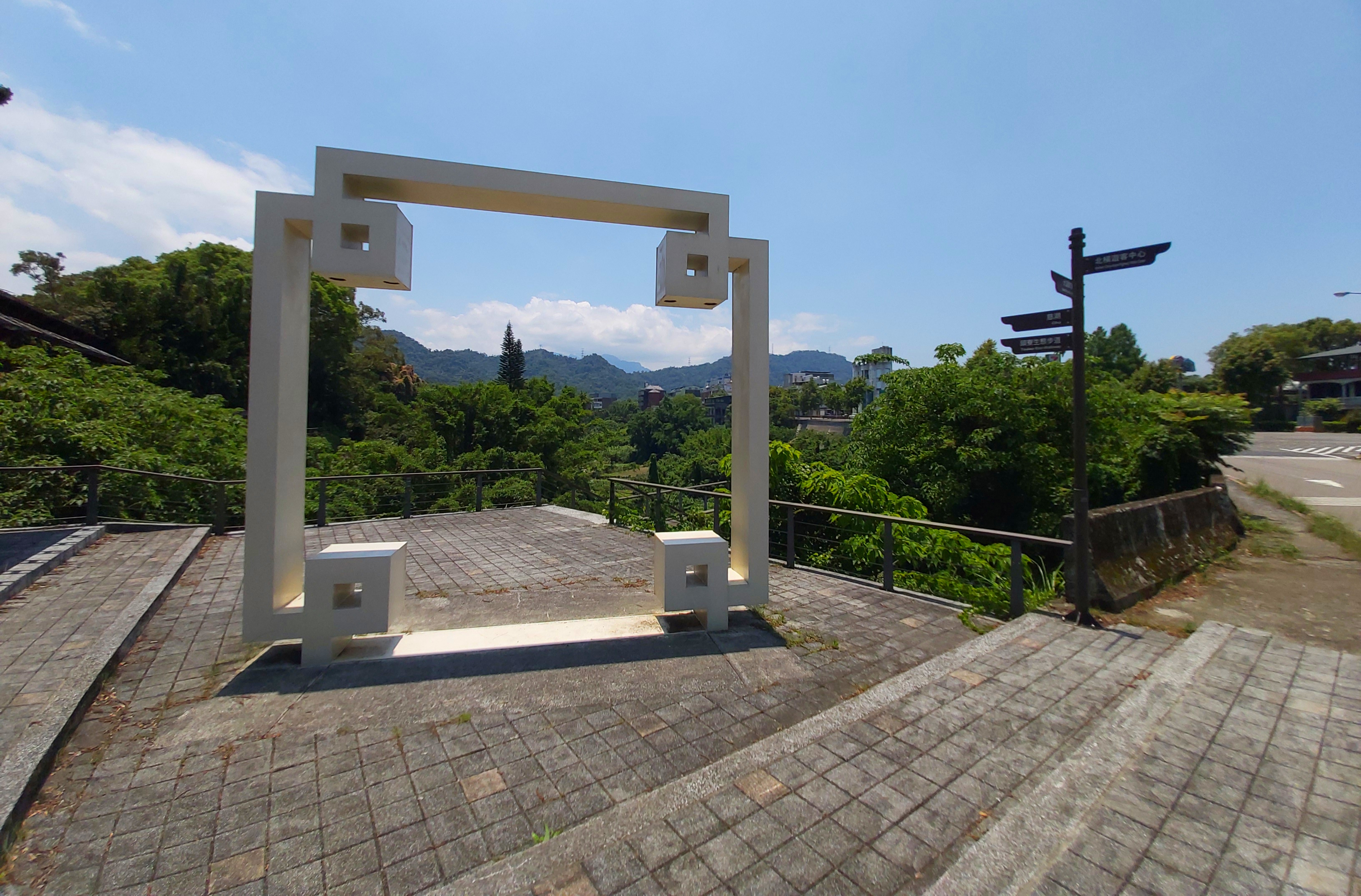
營區旁的頭寮生態步道

2001年1月13日，桃園縣政府文化局公告為大溪地區歷史建築。2006年，桃園縣政府結合蔣公行館、角板山行館、慈湖陵寢、大溪陵寢、慈湖紀念雕塑公園為「兩蔣文化園區」。

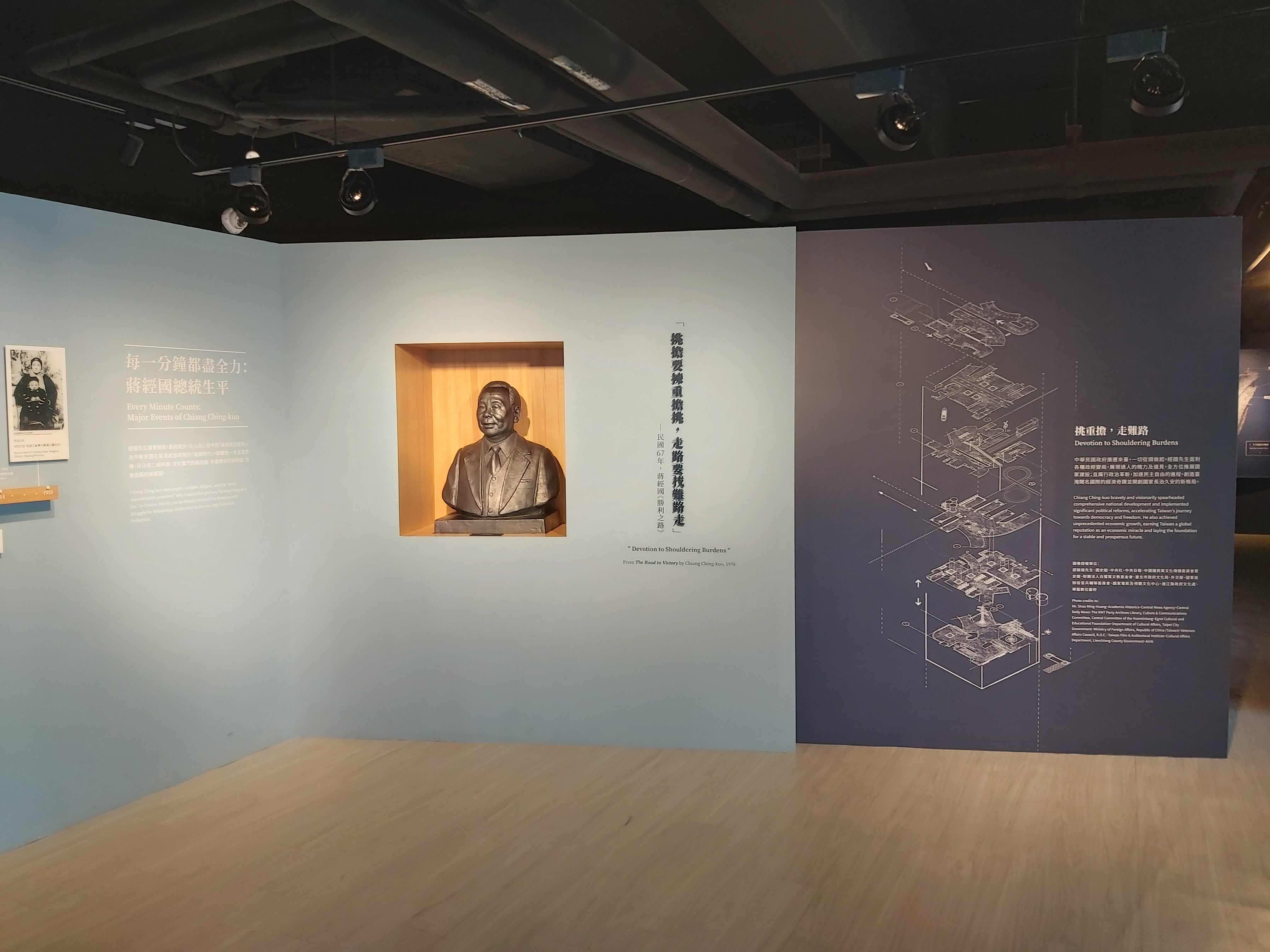
經國紀念館
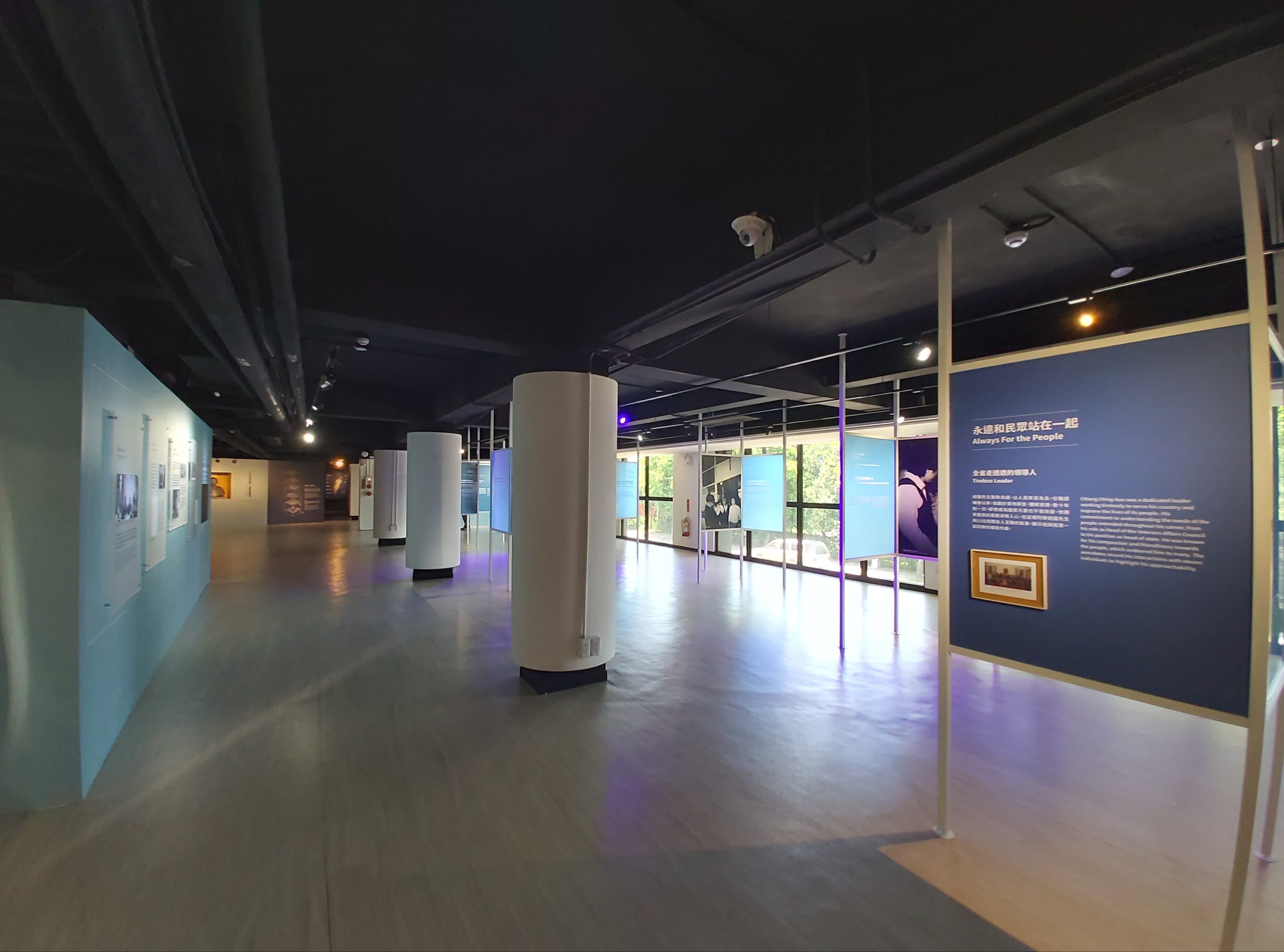
紀念館展廳
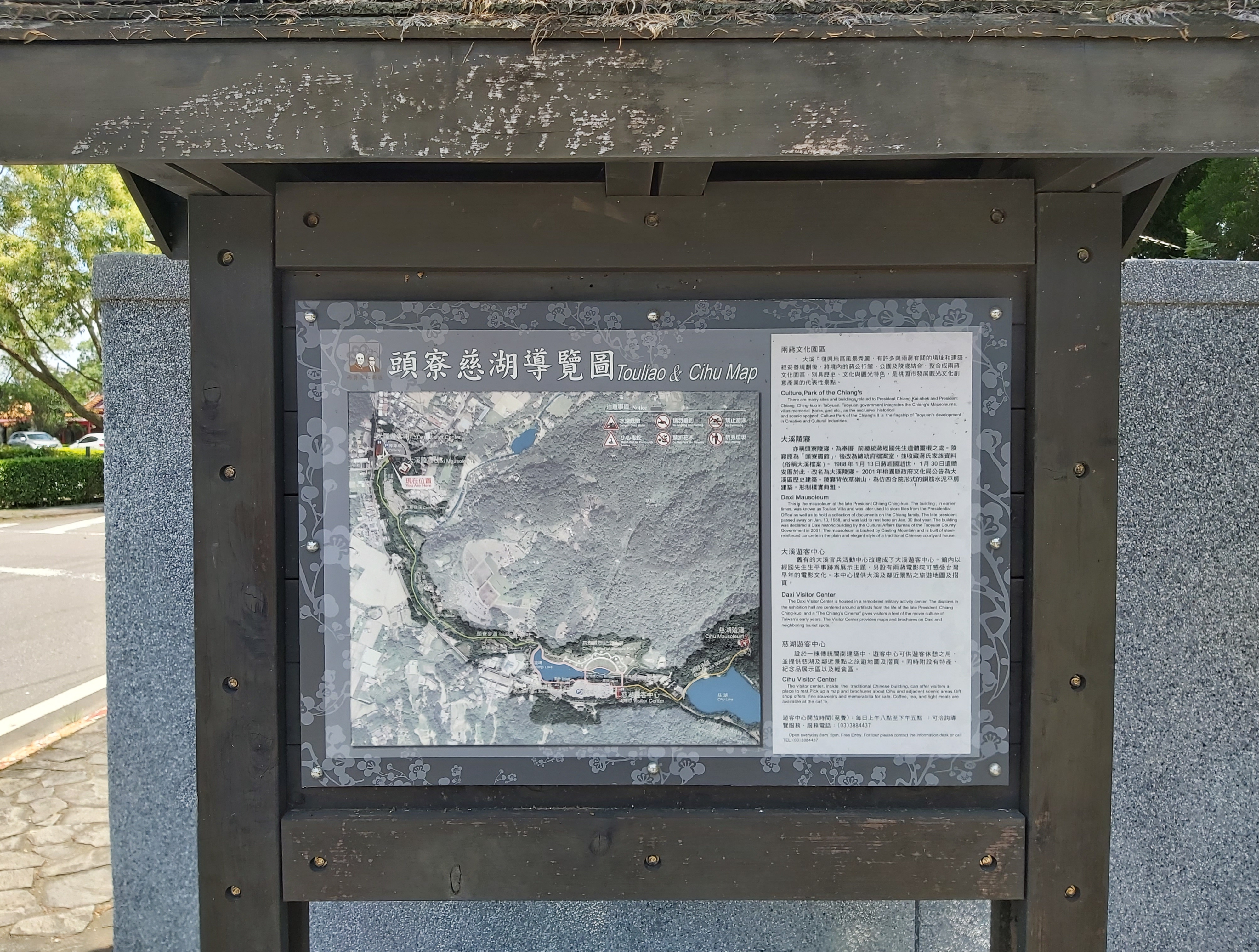
兩蔣園區導覽圖

2025年4月22日，國防部將 〈國防部全民防衛動員署後備指揮部桃園管理組開放謁靈管理須知〉修正名稱為〈國防部全民防衛動員署後備指揮部慈湖營區暨大溪營區開放管理要點〉後，修正用字遣詞（陵寢→營區、靈柩區，謁靈→入營），大溪陵寢改稱大溪營區。
| 營區           | 內容介紹 | 照片 |
| -------------- | -------- | ---- |
| 大溪營區       |          |      |
| 緣起與三軍儀隊 |          |      |
| 靈堂與紀念室   |          |      |

## 建築
陵寢背依草嶺山，前臨大漢溪，為仿四合院形式的鋼筋水泥平房建築，採紅瓦黑牆。正廳擺放蔣經國先生靈襯及蔣方良夫人骨灰盒，左側房間原為蔣方良夫人房間，大廳右側則為勳章、獎章陳列室。門廳左側設為「蔣經國先生紀念室」。

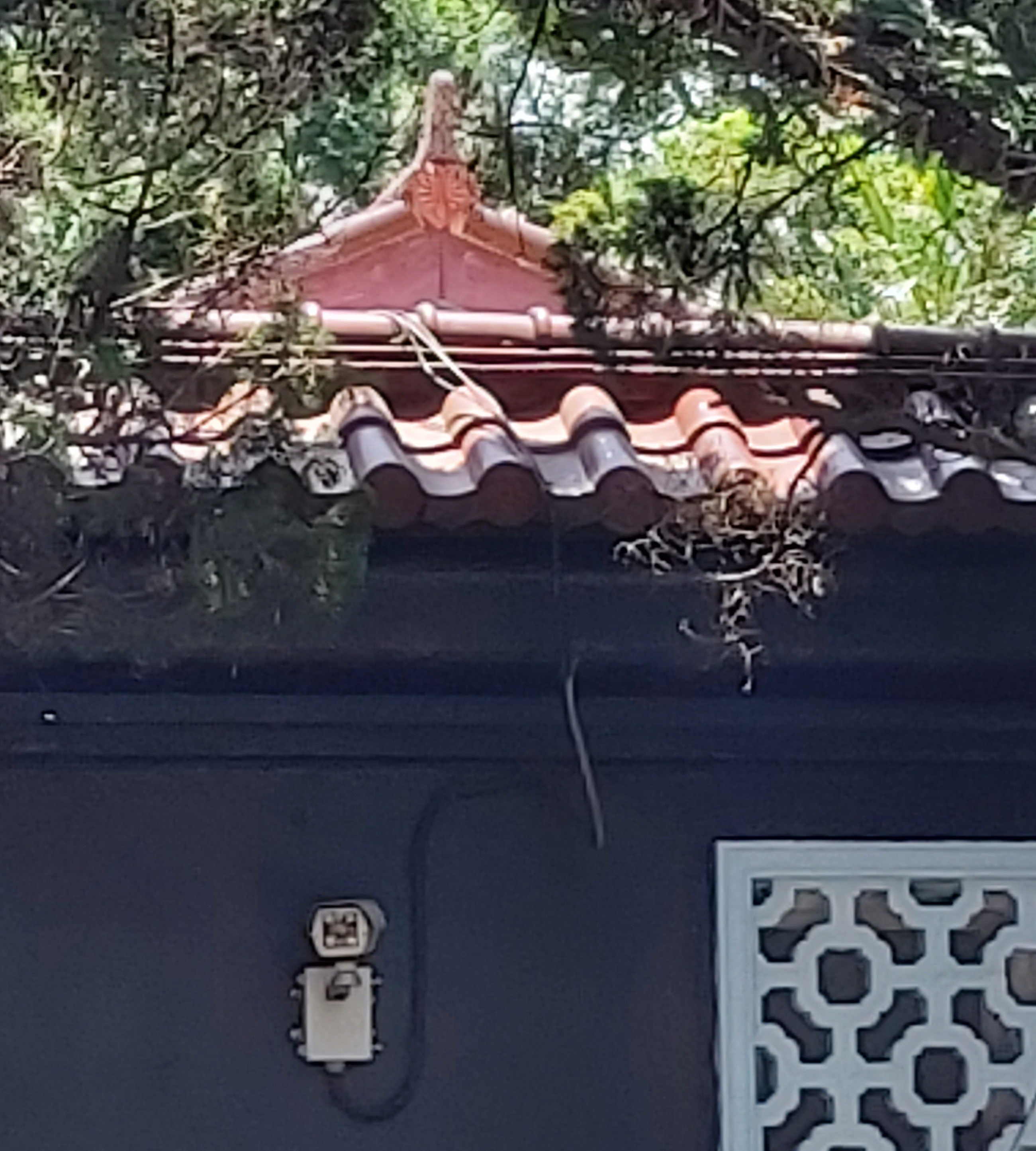
屋簷
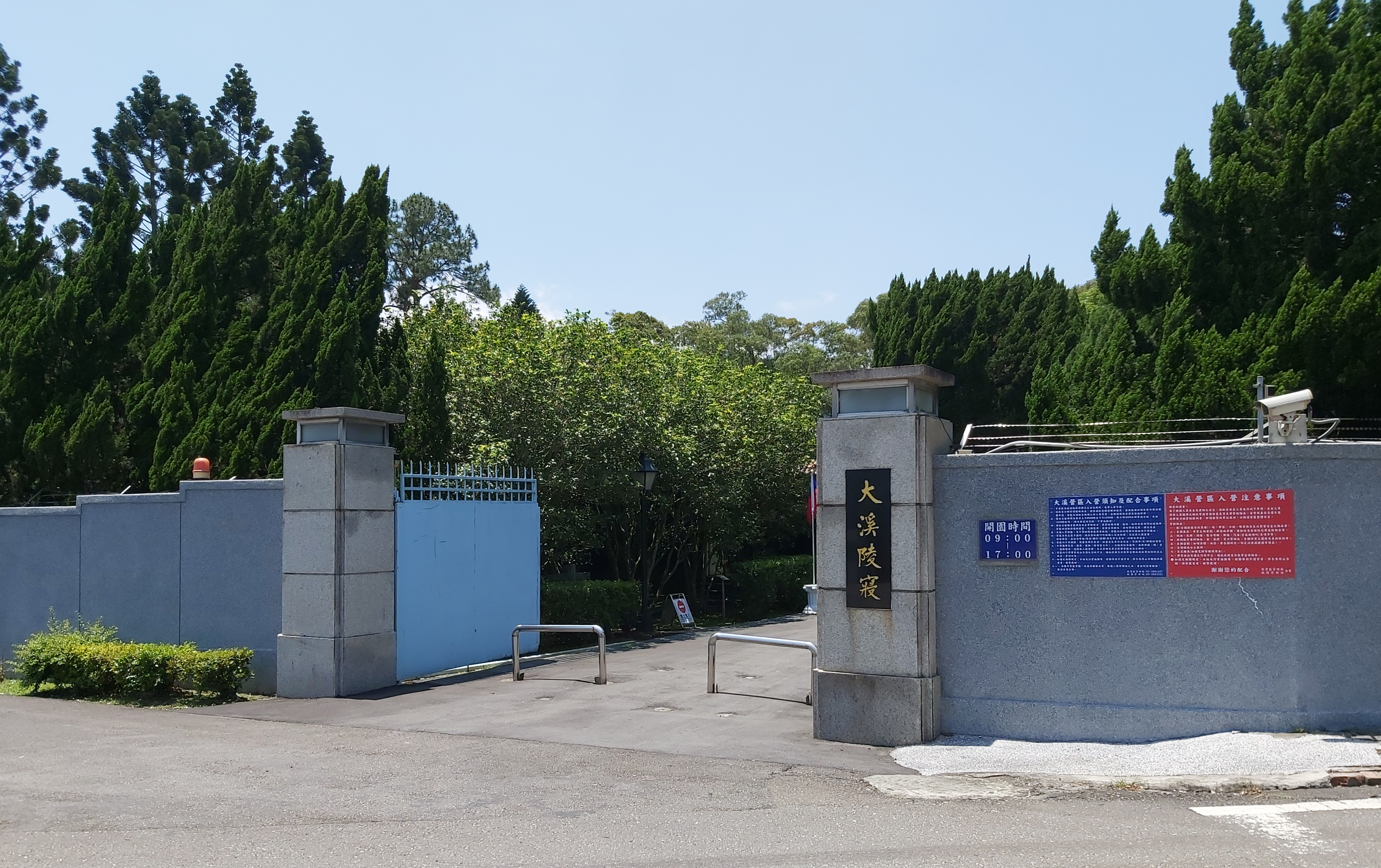
正門
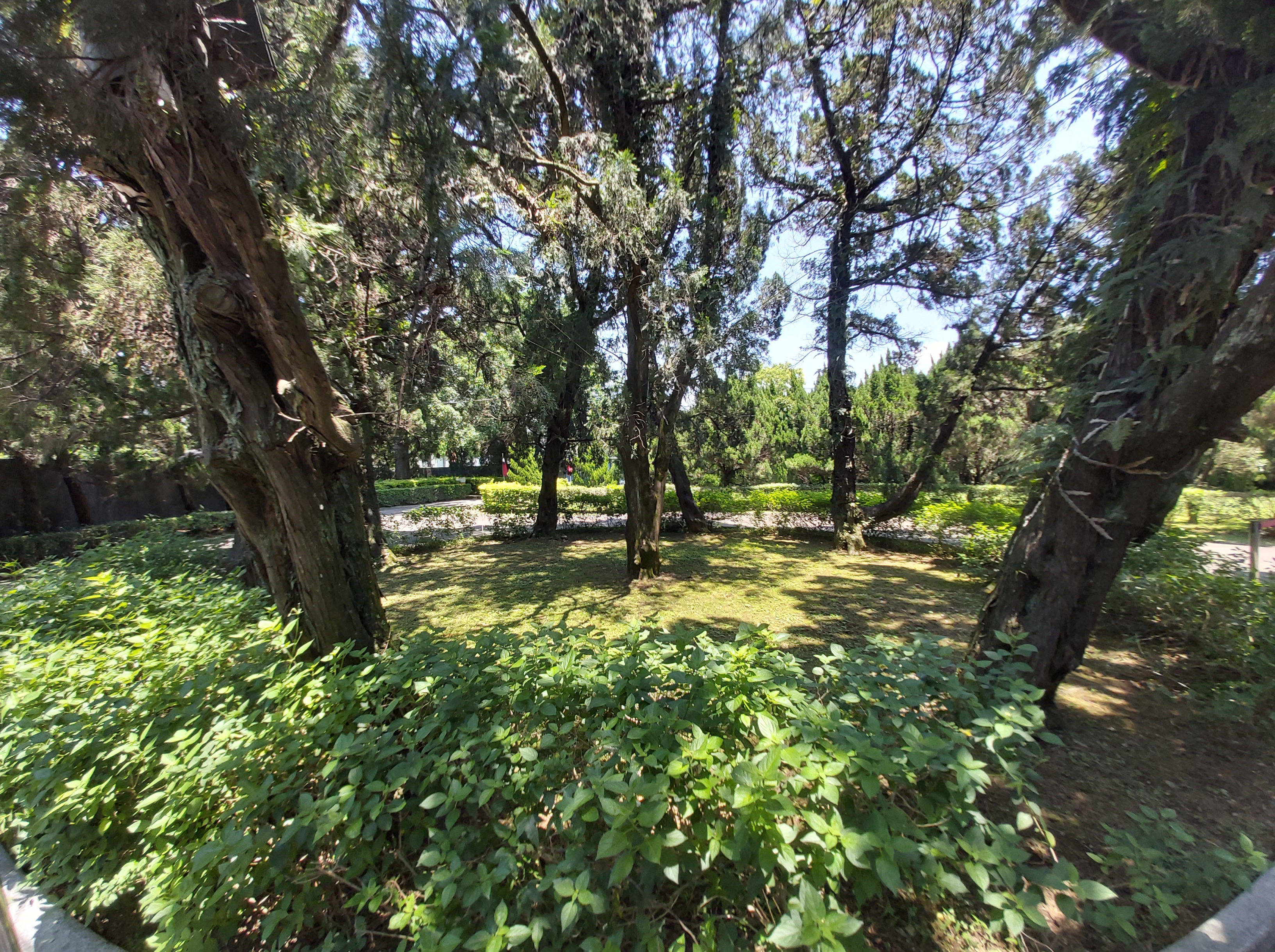
庭園

## 外部連結
- 大溪陵寢  桃園觀光導覽網
- 大溪陵寢 文化部文化資產局（页面存档备份，存于）
- 大溪陵寢 桃園市政府文化局（页面存档备份，存于）